# سولومون لافي (سياسي)
سولومون لافي (بالإنجليزية: Solomon Levy)‏ هو سياسي بريطاني، ولد في 1937 في جبل طارق في المملكة المتحدة، وتوفي في 22 ديسمبر 2016.